# (17648) 1996 UU
1996 يو يو (ويعرف أيضًا باسم (17648) 1996 يو يو وفق تسمية الكوكب الصغير) (بالإنجليزية: 1996 UU)‏ هو كويكب ضمن حزام الكويكبات؛ وترتيبه 17648 من حيث الاكتشاف.
اكتُشف هذا الجُرم الفلكي بواسطة تاكيشي أوراتا ‏ في 16 أكتوبر 1996.

## وصلات خارجية
- (17648) 1996 UU في قاعدة بيانات مختبر الدفع النفاث لأجرام النظام الشمسي الصغيرة

- الاكتشاف · مخطط المدار ·  العناصر المدارية · المعلمات المادية

- (17648) 1996 UU على موقع ويكي سكاي: DSS2, SDSS, GALEX, IRAS, Hydrogen α, X-Ray, Astrophoto, Sky Map, Articles and images